# Kanton Chanac
Kanton Chanac (francouzsky Canton de Chanac) je francouzský kanton v departementu Lozère v regionu Languedoc-Roussillon. Tvoří ho pět obcí.

## Obce kantonu
- Barjac
- Chanac
- Cultures
- Esclanèdes
- Les Salelles